# Новотаромська сільська рада
Новотаромська сільська рада (до 2016 року — Орджонікідзевська) — орган місцевого самоврядування у Дніпровському районі Дніпропетровської області з адміністративним центром у с. Миколаївка.
Знаходиться на правобережжі Дніпра у західній частині Дніпровського району на берегах Мокрої й Сухої Сури.

## Населені пункти
Сільській раді підпорядковані населені пункти:
- с. Новотаромське
- частина с. Миколаївка

## Керівний склад сільської ради
| ПІБ                         | Основні відомості                                                         | Дата обрання | Дата звільнення |
| --------------------------- | ------------------------------------------------------------------------- | ------------ | --------------- |
| Скорик Людмила Трохимівна   | Сільський голова, 1947 року народження, освіта, член народної партії      | 26.03.2006   | 31.10.2010      |
| Калілей Вячеслав Андрійович | Сільський голова, 1954 року народження, освіта вища, член Партії регіонів | 31.10.2010   | 22.12.2014      |
| Тонконог Іван Миколайович   | Сільський голова                                                          | 22.12.2014   |                 |

Примітка: таблиця складена за даними джерела